# 村井秀清
村井 秀清（むらい しゅうせい、1965年12月4日 - ）は、日本の作曲家、ピアニスト。

## 人物
東京都生まれ、横浜市育ち。クラシック音楽好きの父親の影響から3歳よりピアノを始め、ヴァイオリンも経験する。しかし、小学校時代の担任が強制的に水泳部へ入部させ、毎日数千メートルは泳がされたという。ただスポーツ自体は好きであり、高校時代は野球部に所属していた。そんな中でもピアノは続けていた。現在も、ブログではスポーツの話題に触れている。
早稲田大学法学部時代には音楽サークルに傾倒。卒業後に「軽い気持ちで」バークリー音楽院へ留学し、ハーブ・ポメロイに師事する。1993年より音楽活動を本格的に開始。CMやTV、映画のサウンドトラックを数多く手掛けており、最近では『プロフェッショナル』『世界ふれあい街歩き』のテーマ音楽などが知られている。また、ピアニストとしてバンド活動も積極的に行っている。結婚しており、夫人と子供がいる。

## 主な作品
- Merged Images/マージド イメージ - 2008年
- Merged ImagesII/マージド イメージ 2 - 2009年
- In the air, In the water - 2010年
- Home - 2011年
- Merged ImagesII/マージド イメージ 3 - 2012年
- Step Forward - 2013年
- Impressions - 2015年

## 劇伴音楽
- アリソンとリリア - 2008年[3]
- ウルトラヴァイオレット:コード044 - 2008年
- 魍魎の匣 - 2008年[4]
- 蒼天航路 - 2009年
- 青い文学シリーズ「走れメロス」 - 2009年
- マイマイ新子と千年の魔法 - 2009年
- SUPERNATURAL: THE ANIMATION - 2011年
- チベット犬物語 〜金色のドージェ〜 - 2012年
- ねらわれた学園 - 2012年
- あいうら - 2013年
- 銀の匙 Silver Spoon - 2013年、2014年
- テラフォーマーズ - 2014年[5]
- 人生フルーツ - 2016年